# Hydrostachys
Hydrostachys — це рід близько 22 видів квіткових рослин, що походять з Мадагаскару та південної та центральної Африки. Це єдиний рід родини Hydrostachyaceae. Усі види Hydrostachys є водними, ростуть на скелях у швидкоплинній воді. Вони мають бульбоподібне коріння, зазвичай перисто-складне листя та сильно зменшені квіти на щільних колосках.
Особливо проблематично філогенетичне розміщення Hydrostachys. Через спеціалізовану водну морфологію його часто об’єднують у групу з іншими водними рослинами, такими як родина Podostemaceae. Однак ембріологічні, флористичні та інші морфологічні ознаки не підтверджують це розміщення, а молекулярні дані свідчать про те, що Hydrostachys пов’язаний із таксонами в порядку Cornales. Його позиція в Cornales невизначена; вона може бути базальною для решти порядку або належати до родини Hydrangeaceae. Він має мало морфологічних подібностей з іншими Cornales.

## Види
- Hydrostachys decaryi
- Hydrostachys distichophylla
- Hydrostachys fimbriata
- Hydrostachys imbricata
- Hydrostachys laciniata
- Hydrostachys longifida
- Hydrostachys maxima
- Hydrostachys monoica
- Hydrostachys multifida
- Hydrostachys perrieri
- Hydrostachys plumosa
- Hydrostachys stolonifera
- Hydrostachys trifaria
- Hydrostachys verruculosa